# Мусин, Олег Владимирович
Оле́г Влади́мирович Му́син (род. 12 января 1975, Горно-Алтайск, Горно-Алтайская АО, СССР — советский и казахстанский футболист, защитник, имеющий также российский паспорт.

## Карьера

### Клубная
Начинал карьеру в барнаульском «Динамо», за которое дебютировал в 16-летнем возрасте. С 1998 года играл за «Сокол», вместе с командой сумел пробиться в Высшую лигу. В 2004 году перебрался в Казахстан и подписал контракт с «Кайратом», с которым стал чемпионом страны. По окончании сезона был выставлен на трансфер. В 2006 году стал вице-чемпионом Казахстана в составе «Актобе». Вместе с «Витязем» и «МВД России» выигрывал малые золотые медали в первенстве среди команд Второго дивизиона. В 2010 году завершил карьеру в «Мостовике-Приморье».
В РФПЛ провёл 36 игр. В КФПЛ провёл 20 игр.

### В сборной
За сборную Казахстана провел 6 матчей.

## Достижения
- Чемпион Казахстана: 2004
- Серебряный призёр чемпионата Казахстана: 2006
- Финалист Кубка Казахстана: 2004
- Победитель Первого дивизиона России: 2000
- Бронзовый призёр Первого дивизиона России (2): 1998, 1999
- Победитель Второго дивизиона России (2): 2007 (зона «Центр»), 2008 (зона «Запад»)

## Матчи за сборную
| Матчи Мусина за сборную Казахстана | Матчи Мусина за сборную Казахстана | Матчи Мусина за сборную Казахстана | Матчи Мусина за сборную Казахстана | Матчи Мусина за сборную Казахстана | Матчи Мусина за сборную Казахстана | Матчи Мусина за сборную Казахстана |
| №                                  | Дата                               | Соперник                           | Счёт                               | Голы Мусина                        | Турнир                             |                                    |
| ---------------------------------- | ---------------------------------- | ---------------------------------- | ---------------------------------- | ---------------------------------- | ---------------------------------- | ---------------------------------- |
| 1                                  | 12 марта 2003                      | Мальта                             | 2:2                                | —                                  | Товарищеский матч                  |                                    |
| 2                                  | 6 июня 2003                        | Польша                             | 0:3                                | —                                  | Товарищеский матч                  |                                    |
| 3                                  | 18 февраля 2004                    | Латвия                             | 1:3                                | —                                  | Товарищеский матч                  |                                    |
| 4                                  | 21 февраля 2004                    | Кипр                               | 1:2                                | —                                  | Товарищеский матч                  |                                    |
| 5                                  | 28 апреля 2004                     | Азербайджан                        | 2:3                                | —                                  | Товарищеский матч                  |                                    |
| 6                                  | 8 сентября 2004                    | Украина                            | 1:2                                | —                                  | Отборочные матчи ЧМ-2006           |                                    |

Итого: 6 матчей / 0 голов; 0 побед, 1 ничья, 5 поражений.